# Brawley, Kalifornien
Brawley är en stad (city) i Imperial County, i delstaten Kalifornien, USA. Enligt United States Census Bureau har staden en folkmängd på 25 335 invånare (2011) och en landarea på 19,9 km².